# Dysschema larvata
Dysschema larvata är en fjärilsart som beskrevs av Walker 1856. Dysschema larvata ingår i släktet Dysschema och familjen björnspinnare. Inga underarter finns listade i Catalogue of Life.